# ماري زاكس
ماري زاكس (بالإنجليزية: Mary Sachs)‏ هي كاتِبة وشاعرة أمريكية، ولدت في 1882، وتوفيت في 24 ديسمبر 1973 في هانوفر في الولايات المتحدة.